# Marek Chimiak
Marek Kazimierz Chimiak (ur. 16 stycznia 1956 w Krakowie, zm. 10 czerwca 2016 w Warszawie) – polski przedsiębiorca, działacz opozycyjny w czasach PRL, członek kolegium redakcyjnego Niezależnej Oficyny Wydawniczej NOWA (1979–1985).

## Życiorys
Syn Henryka i Zofii. Ukończył studia na Wydziale Wiedzy o Teatrze Państwowej Wyższej Szkoły Teatralnej w Warszawie (1979), od 1978 do 1985 pracował w Instytucie Sztuki Polskiej Akademii Nauk, a w latach 1978–1981 był równocześnie sekretarzem literackim Teatru Dramatycznego w Warszawie.
W latach 1978–1979 był zaangażowany w skład i kolportaż „Biuletynu Informacyjnego KSS „KOR””. Od 1979 uczestniczył w pracach Niezależnej Oficyny Wydawniczej NOWA, wchodził w skład jej kierownictwa. W stanie wojennym internowany, od 13 grudnia 1981 do 11 czerwca 1982 przebywał w Areszcie Śledczym w Białołęce. Zwolniony na podstawie przepustki z uwagi na stan zdrowia, decyzję o jego internowaniu uchylono w październiku 1982. Po zwolnieniu powrócił do pracy dla oficyny NOWA, w dalszym ciągu wchodził w skład jej kierownictwa, po odejściu w 1986 był jednym z założycieli Wydawnictwa Verba.
W III Rzeczypospolitej zajął się prowadzeniem działalności gospodarczej, równocześnie angażował się w działalność społeczną i polityczną. W latach 1990–1996 był członkiem Społecznego Towarzystwa Oświatowego, wchodził w skład jego władz. Od 2001 należał do Unii Wolności, był członkiem redakcji magazynu informacyjnego mazowieckiej Unii Wolności „Centrum”, a także skarbnikiem partii od grudnia 2002. W 2005 został członkiem powstałej na bazie UW Partii Demokratycznej – demokraci.pl. Bez powodzenia kandydował w tym samym roku w wyborach do Sejmu RP z listy tej partii, potem z niej wystąpił. Został wiceprezesem i skarbnikiem Stowarzyszenia na rzecz Demokracji. W grudniu 2015 ponownie podjął współpracę z PD. Został koordynatorem zainicjowanych przez jej środowisko (w porozumieniu z Komitetem Obrony Demokracji) Klubów Dyskusyjnych im. Tadeusza Mazowieckiego, a 22 maja 2016 (kilkanaście dni po ponownym wstąpieniu do partii) został powołany w skład rady politycznej PD. Był także członkiem Komitetu Obywatelskiego Solidarności z Ukrainą.

## Nagrody i odznaczenia
W 1981 otrzymał nagrodę Fundacji Polcul, w 1999 odznakę Zasłużony Działacz Kultury. Postanowieniem z 13 czerwca 2008 został odznaczony Krzyżem Oficerskim Orderu Odrodzenia Polski, ale odmówił jego przyjęcia z rąk prezydenta Lecha Kaczyńskiego. Order ten odebrał 11 listopada 2012 z rąk prezydenta Bronisława Komorowskiego.